# Corona navalis

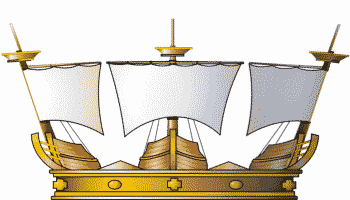
Przykładowa "corona navalis"

Corona navalis (łac. korona okrętów, korona morska) –  zaszczytna nagroda (m.in. w starożytnym Rzymie) w formie złotej korony ozdobionej dziobami żaglowców wręczanej za bohaterskie czyny na morzu np. temu, który jako pierwszy dokonał abordażu nieprzyjacielskiego okrętu.

## Symbolika
Przedstawiana jest najczęściej jako obręcz ozdobiona sześcioma (widoczne trzy) lub ośmioma (widoczne pięć) dziobami żaglowców, środkowy ukazany jest na wprost, boczne symetrycznie obrócone. Niekiedy przedstawiane są na przemian dzioby i rufy lub dzioby i maszty z pojedynczym żaglem czworokątnym żaglem rejowym. Tynktura heraldyczna korony jest najczęściej naturalna, tzn. w kolorze drewna, żagle białe, metaliczna – złota lub srebrna, czasem błękitna.

### Heraldyka
W heraldyce, korona rangowa wieńcząca tarczę
herbu  miasta portowego, wyspy,  stosowana też w herbach okrętów, jednostek marynarki wojennej i instytucji związanych z morzem i żeglugą,  niekiedy także używana w herbach osobistych – np. w herbie admirała Nelsona. Stosowana jest głównie w krajach o dużych tradycjach morskich m.in. w Wielkiej Brytanii, Hiszpanii, Portugalii, Włoszech i krajach Ameryki łacińskiej.

## Galeria

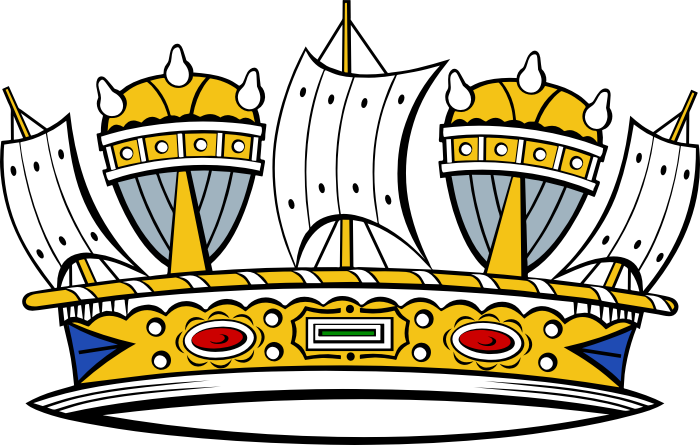
Przykładowa heraldyczna "corona navalis"
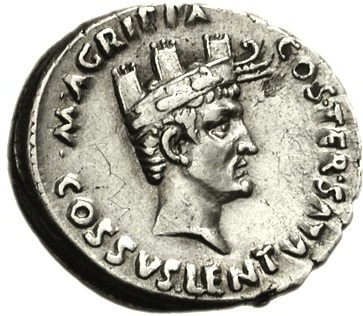
Marek Agrypa z "corona navalis", upamiętniającą jego rolę w Bitwie pod Akcjum
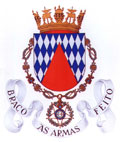
Przykład "corona navalis" w herbie "Corpo de Fuzileiros" portugalskiej piechoty morskiej
Przykład "corona navalis" w herbie miasta Terre-de-Haut

## Literatura
- Gert Oswald: Lexikon der Heraldik,Bibliographisches Institut, Leipzig, 1984, ISBN 3-411-02149-7